# 闾川县
闾川县，中国古县名。
唐朝武德元年（618年）置，治所在今陕西省旬阳县西南闾河镇，属洵州。武德七年属金州。贞观二年（628年）废。 